# Ubuntu Netbook Edition
Ubuntu Netbook Edition (UNE), conegut com a Ubuntu Netbook Remix (UNR) abans del llançament de l'Ubuntu 10.04, era una versió del sistema operatiu Ubuntu que s'havia optimitzat per habilitar-lo per funcionar millor a ordinadors personals ultraportàtils i altres dispositius amb pantalles petites com amb la unitat central de processament (CPU) Intel Atom.
L'UNE va estar disponible a partir del llançament d'Ubuntu 8.04 («Hardy Heron»). L'UNE també era un sistema operatiu opcional preinstal·lat en alguns ultraportàtils com ara el Dell Inspiron Mini 9 i el Toshiba NB100, i també corria en models populars com ara l'Acer Aspire One i l'Asus Eee PC.
Canonical, els desenvolupadors de l'Ubuntu, van col·laborar amb el projecte Moblin per assegurar l'optimització per requeriments més baixos de programari i vida més llarga de les bateries.
Començant amb la versió 10.10, l'Ubuntu Netbook Edition va usar l'entorn d'escriptori Unity com a la seva interfície d'escriptori. La interfície clàssica d'ultraportàtil estava disponible als dipòsits de programari de l'Ubuntu com a opció.
Atès que l'edició d'ordinador de sobretaula de l'Ubuntu va adoptar la mateixa interfície Unity que l'edició d'ultraportàtil, a partir de l'Ubuntu 11.04, l'edició per a ultraportàtils s'ha fusionat amb l'edició de sobretaula.

## Instal·lació
L'UNE es podia instal·lar de diverses maneres:
- instal·lant primer el paquet regular de l'Ubuntu, i afegint després el dipòsit de l'UNE[7] i instal·lant els paquets rellevants. Començant amb l'Ubuntu 10.04, els paquets estaven disponibles als dipòsits principals.
- descarregant directament l'UNE del servidor d'Ubuntu, o bé com un fitxer .iso o img i escrivint el fitxer a una memòria USB.
- instal·lant-lo mitjançant el Wubi, un instal·lador que s'executa dins del sistema operatiu Windows.[8]

## Unity

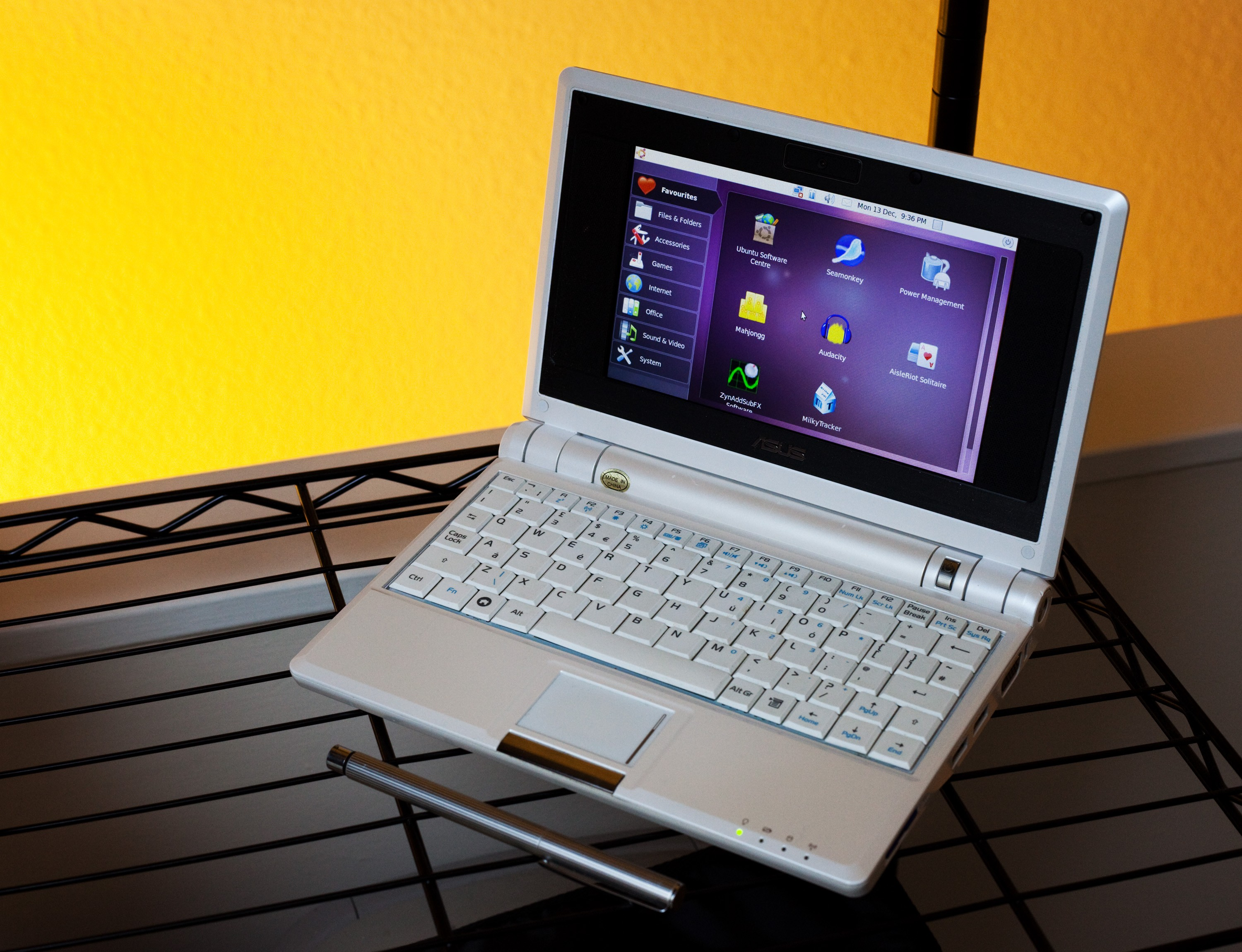
Asus Eee 701 corrent l'Ubuntu Nebook Edition

Començant amb l'UNE 10.10, es va adoptar la interfície Unity. Atès que la versió de sobretaula de l'Ubuntu també va adoptar la interfície Unity, l'edició d'ultraportàtil es va fusionar amb la distribució general Ubuntu començant amb Ubuntu 11.04 Natty Narwhall i l'edició d'ultraportàtil no va continuar com una distribució separada.

## Variants
L'Ubuntu Netbook Edition per a Dell es construeix específicament per al perfil de maquina del Dell Inspiron Mini 9 i també està disponible per al Dell Inspiron Mini 12. Inclou una interfície i llançador construït específicament així com a còdecs no lliures com ara MPEG-4 i MP3. Va començar a ser distribuït el 22 de setembre de 2008.

## Especificacions
Requeriments mínims del sistema.
| Processador                    | RAM        | Emmagatzemament                  |
| ------------------------------ | ---------- | -------------------------------- |
| Processador 1.6 GHz Intel Atom | 512 MB RAM | 4 GB disc Flash (SSD) o Disc dur |

## Aplicacions

### Estàndard
- Navegador web - Firefox
- Client de correu electrònic - Evolution
- Missatgeria instantània - Empathy
- Reproductor multimèdia - Rhythmbox
- Visualitzador de fotos - Shotwell
- Suite ofimàtica - OpenOffice.org

### Opcional
- Adobe Reader
- Java Virtual Machine
- Skype
- Banshee

### Còdecs per a fabricants
- MPEG-4 (H.263)
- MP3
- AAC
- Windows Media

### Altres
- Thunderbird
- Songbird[10]
- BBC iPlayer (cal instal·lar Adobe Air perquè es pugui executar)
- GIMP

## Dispositius
L'Ubuntu Netbook Edition es va distribuir oficialment amb els següents ordinadors ultraportàtils:
- Sylvania G Netbook Meso[11]
- Toshiba NB100
- System76 Starling Netbook
- Dell Mini10v, Mini10, Latitude 2100 i Latitude 2110
- Advent 4211C
- Samsung N110
- ZaReason Terra HD ultraportàtil i d'altres models portàtils ZaReason[12]